# Odetta (nome)
Odetta  è un nome proprio di persona italiano femminile.

## Varianti
- Femminili: Odette[1]
- Maschili: Odetto[1][2]

### Varianti in altre lingue
- Francese: Odette[1][2][3]
  - Maschili: Odet[1]
- Inglese: Odetta[3]
- Lituano: Odeta[3]

## Origine e diffusione

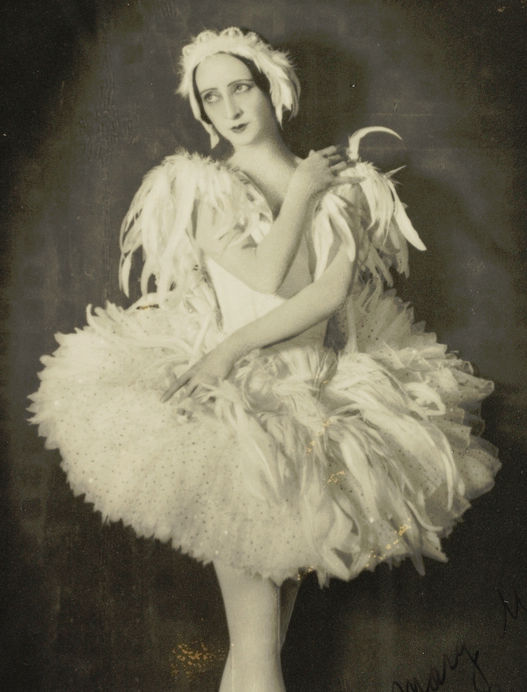
Ol'ga Spesivceva nei panni di Odette nel 2009

È l'adattamento italiano di Odette, un diminutivo francese del nome Oddone (o anche di Odilia).
Considerato ormai nome autonomo, venne utilizzato da Čajkovskij per la protagonista femminile della sua opera Il lago dei cigni. È giunto per moda anche in Italia, dove è attestato sia nella forma "Odetta", sia in quella originale "Odette"; esiste anche la forma maschile, comunque pressoché inutilizzata.

## Onomastico
Il nome non è portato da alcuna santa, ma si registrano due beate: Odette Prévost, religiosa martirizzata da Algeri, commemorata il 10 novembre, e Oda o Odetta di Brabante, priora premonstratense nell'abbazia di Bonne-Espérance in Belgio, ricordata il 20 aprile.

## Persone
- Odetta, cantante e chitarrista statunitense

### Variante Odette

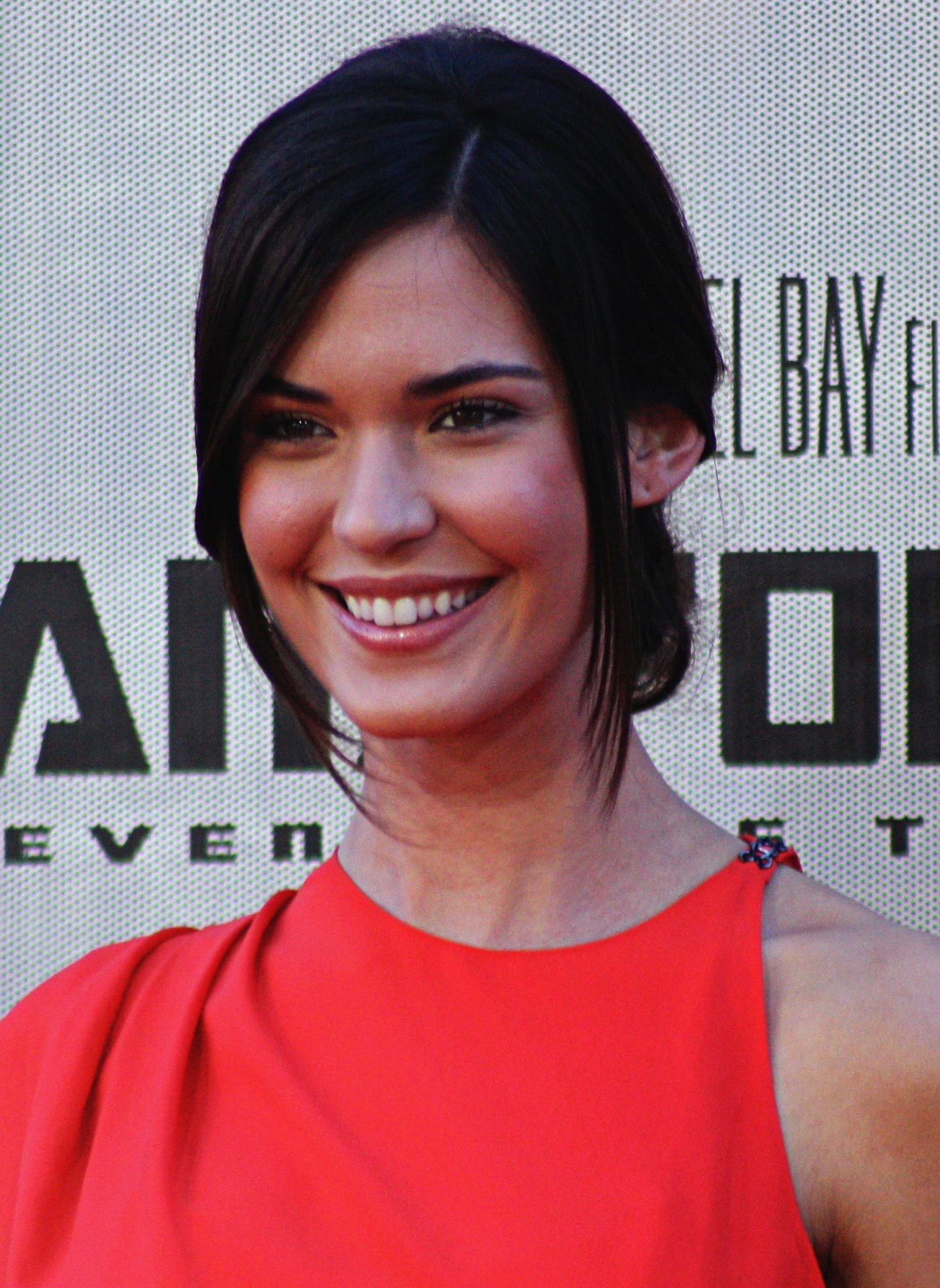
Odette Annable

- Odette Annable, attrice statunitense
- Odette Bancilhon, astronoma francese
- Odette de Champdivers, amante di Carlo VI di Francia
- Odette Drand, schermitrice francese
- Odette Giuffrida, judoka italiana
- Odette Hallowes, ufficiale britannica
- Odette Laure, attrice francese
- Odette Nicoletti, costumista italiana
- Odette Prévost, religiosa francese
- Odette Vollenweider, compositrice di scacchi svizzera
- Odette Bedogni, nome di battesimo dell'attrice italiana Delia Scala

### Variante maschile Odet
- Odet de Coligny, cardinale e vescovo cattolico francese
- Odet de Foix, condottiero francese

## Il nome nelle arti
- Odette è un personaggio dell'opera di Čajkovskij, Il lago dei cigni, e di molte opere da essa derivate.
- Odette è un personaggio del film omonimo del 1934, diretto da Jacques Houssin e Giorgio Zambon.